# Friedemann Bach (Oper)
Friedemann Bach ist eine Oper in drei Akten von Paul Graener (Musik) und Rudolf Lothar (Libretto). Der Text basiert auf dem gleichnamigen „biografischen“ Roman von Albert Emil Brachvogel. Titelfigur ist der Komponist Wilhelm Friedemann Bach. Die Handlung ist aber frei erfunden. Die Oper wurde am 13. November 1931 im Mecklenburgischen Staatstheater Schwerin uraufgeführt.

## Handlung
Johann Sebastian Bach hat seinen Sohn Friedemann zu einem musikalischen Wettbewerb nach Dresden geschickt. Dort lernt er das Mädchen Antonie kennen, in das er sich gleich verliebt. Auch sie ist seinem Werben nicht abgeneigt. Daneben aber lässt sich Friedemann noch auf ein Abenteuer mit der Gräfin ein. Der Graf kommt ihm auf die Schliche und verurteilt ihn zu einer Kerkerhaft. Zwei Jahre später befreit Antonie ihren Geliebten, indem sie sich bereit erklärt, den ungeliebten Baron Sipmann zu heiraten.
Bald nach Friedemanns Freilassung wird dieser von einem Freund gebeten, ihn auf der Orgel bei einer kirchlichen Trauung zu vertreten. Er ahnt nicht, dass seine immer noch von ihm geliebte Antonie die Braut ist. Als Friedemann das von ihm komponierte Lied Kein Hälmlein wächst auf Erden anstimmt, erkennt Antonie, wer auf der Orgelbank sitzt. Daraufhin eilt sie zu ihm hinauf. In ihren Armen haucht Friedemann sein Leben aus.

## Orchester
Die Orchesterbesetzung der Oper umfasst die folgenden Instrumente:
- Holzbläser: drei Flöten (auch Piccolo), drei Oboen (3. auch Englischhorn), drei Klarinetten (3. auch Bassklarinette), zwei Fagotte, Kontrafagott
- Blechbläser: vier Hörner, drei Trompeten, drei Posaunen, Basstuba
- Pauken, Schlagzeug: kleine Trommel, Becken, Triangel, Tamtam, Glockenspiel
- Cembalo, Orgel
- Harfe
- Streicher
- Bühnenmusik: Flöte, Oboe, Hörner, Glocken, Harfe, Violine, Bratsche, Violoncello, Kontrabass